# Brea Bennett
Brea Bennett (Mesa, 7 febbraio 1987) è un'ex attrice pornografica statunitense.

## Biografia
Brea Bennett è cresciuta in Arizona. Volendo diventare una cantante ha inizialmente studiato opera; ma successivamente ha espanso il suo repertorio. Ha dichiarato "posso essere Charlotte Church per un secondo, poi Kittie per un altro". Ha affermato di aver registrato un CD insieme a suo padre. Dopo il diploma ha lavorato prima come una consulente di bellezza, poi come receptionist. Sebbene sia sposata, si descrive di orientamento bisessuale.
Brea Bennett è meglio conosciuta come la prima vincitrice del reality show Jenna's American Sex Star nel quale ha ricevuto come premio un contratto esclusivo con lo studio ClubJenna di Jenna Jameson. I giudici della prima stagione del reality erano Christy Canyon, Ron Jeremy e Jim Powers, mentre le finaliste erano Tiffany Taylor, Michelle Maylene, Lacie Heart e Brea Bennett. La Bennett fu personalmente scelta dalla Jameson come finalista jolly. La collaborazione con la Jameson s'interruppe nel 2007 quando la Bennett annunciò, in un'intervista rilasciata ad agosto, che non era più sotto contratto con lo studio ClubJenna.
Nel 2011 ha recitato nel cast principale del film porno The Four di Michael Ninn insieme a Renee Perez, Cassidey Rae e Nikki Kane.

## Riconoscimenti
- 2007 AVN Award nomination – Best All-Girl Sex Scene, Video – Girls in White[7]
- 2008 AVN Award nomination – Best Tease Performance – My Plaything: Brea Bennett[8]

## Filmografia
- Barely Legal 55 (2005)
- Fresh Femmes (2005)
- South Beach Invasion (2005)
- Strap it On 3 (2005)
- Women Seeking Women 19 (2005)
- ALS Scan 77 (2006)
- Bad Guys Tie Smart Girls (2006)
- Blacklight Beauty (2006)
- Brea's Crowning Glory (2006)
- Finger Licking Good 3 (2006)
- Fly Spice: The Virgin Flight (2006)
- Girls in White 1 (2006)
- Girls in White 2 (2006)
- Her First Lesbian Sex 9 (2006)
- Lesbian Training 2 (2006)
- Slut School (2006)
- Watch Me Cum 2 (2006)
- Women Seeking Women 21 (2006)
- Bangin Brea (2007)
- Before They Were Stars 1 (2007)
- Brea Unfaithful (2007)
- Brea's Prowl (2007)
- Erotic Aftershock (2007)
- Girls in White 5 (2007)
- Killer Desire (2007)
- Lesbian Seductions 17 (2007)
- Matt's Models 1 (2007)
- My Plaything: Brea Bennett (2007)
- Pink on Pink 2 (2007)
- Screen Dreams 1 (2007)
- ATK Footlovers' Delight (2008)
- Brea Vs. Roxy (2008)
- Brea's Mirror Image (2008)
- Brea's Private Lies 2 (2008)
- Cock Grinder: Brea Bennett (2008)
- Exposed: Featuring Jana Cova (2008)
- Family Jewels (2008)
- Meet Brea (2008)
- Smokin' Tailpipes (2008)
- Soloerotica 10 (2008)
- Sophia's Private Lies 1 (2008)
- Women Seeking Women 43 (2008)
- Brea's Miami Fuck Party (2009)
- Dangerous Dykes (2009)
- Ninn Wars 1 (2009)
- Thorn (2009)
- When They Were Sinners (2009)
- Brush with Laughter (2010)
- Girlfriends 2 (2010)
- Laughter Fills the Air (2010)
- Lesbian Psycho Dramas 2 (2010)
- Lesbian Psycho Dramas 3: Saving Brea (2010)
- Let Me Out (2010)
- Mallory's Bondage Ball (2010)
- Net Skirts 1.0 (2010)
- PPV-3100: Brea Bennett J/O Encouragement 2 (2010)
- Submit to Captivity (2010)
- Women Seeking Women 65 (2010)
- Alektra Blue Is Cumming On Demand (2012)
- Four (2012)